# 2025年三河市招牌整改事件
2025年4月，河北省三河市燕郊高新技术产业开发区发生商户招牌颜色整改争议。

## 经过
2025年4月当地部分商户接到政府部门通知，要求禁用红、蓝、黑三色作为门头牌匾底色，引发舆论关注。典型案例包括连锁茶饮品牌蜜雪冰城某分店将红色招牌改为绿色后引发网络热议；某医疗机构红十字标识被刷绿并最终拆除。
三河市城市管理综合行政执法局表示，此举依据《三河市城市规划建设管理导则》（2024年12月发布），规定除国际国内连锁品牌外禁用红蓝底色。但文件附加条款明确“除禁止内容外均为指导性意见”，实际执行中却出现一刀切现象。廊坊市纪委监委于4月11日宣布介入调查。2025年4月15日，廊坊市人民政府发布情况通报称，经廊坊市联合调查组经初步核查，媒体反映的主要问题基本属实，三河市委主要负责人（时任中共三河市委书记付顺义）被免职。
2025年4月27日，中共中央层面整治形式主义为基层减负专项工作机制办公室会同中央纪委办公厅通报三起整治形式主义为基层减负典型问题，首个案例即是三河招牌改色事件。